# Max Scheler
Max Scheler (ur. 22 sierpnia 1874 w Monachium, zm. 19 maja 1928
we Frankfurcie nad Menem) – filozof niemiecki, założyciel współczesnej antropologii filozoficznej.
Max Scheler poznał w 1901 Edmunda Husserla i pod jego wpływem został fenomenologiem, ale zbudował zupełnie inną wersję tego nurtu filozoficznego. Najwięcej dokonał w filozofii praktycznej, zwłaszcza w etyce.

## Życiorys
Scheler był przedstawicielem tzw. drugiego etapu rozwoju fenomenologii, który trwał od czasu, kiedy Edmund Husserl przeniósł się z Getyngi do Fryburga Bryzgowijskiego, tj. od 1914 do około 1930 roku. W tym czasie na studia do Husserla przyjeżdżali ludzie z całego świata, m.in. Roman Ingarden i Edyta Stein. Scheler pozostawał jednocześnie jednym z najciekawszych kontynuatorów Husserla z okresu „Badań logicznych” oraz pozostawał krytyczny wobec transcendentalnego idealizmu Husserla z okresu „Idei”, tzn. uznawał redukcję ejdetyczną, ale nie redukcję transcendentalną. Rozbieżności w kwestiach filozoficznych sprawiły, że stosunki z Husserlem pozostawały napięte.
Filozofię Schelera rozwijali m.in. filozofowie katoliccy Dietrich von Hildebrand i Karol Wojtyła.
Scheler wniósł także wielki wkład do socjologii wiedzy formułując tu wiele praw zależności czynników realnych i idealnych, a zwłaszcza prawo bezsilnego ducha. Sformułował także prawo następstwa dominujących czynników realnych w społeczeństwie.

## Wartości
Scheler rozumiał wartości obiektywnie, jako właściwości rzeczywistego świata. Mogą one być poznawane wprost intuicyjnie, ponieważ pojawiają się one w emocjach, dzięki czemu mamy do nich bezpośredni dostęp. Scheler w ramach apriorycznej, wieczystej, ponadhistorycznej i obiektywnej hierarchii wyróżniał pięć rodzajów wartości:
- religijne (tego, co boskie i tego, co święte)
- duchowe (estetyczne, poznawcze, wartości porządku prawnego)
- witalne
- hedonistyczne
- utylitarne (użyteczne)

Wartości te stanowią wieczystą hierarchię, z wartościami religijnymi jako wyższymi w stosunku do pozostałych. Wartość niższa służy wyższej (potrzeba wartości utylitarnych, aby urzeczywistniać hedonistyczne, a hedonistyczne mają służyć witalnym itd.), a z drugiej strony, każda wyższa nadaje sens niższej (pieniądz jest bezsensowny, jeśli nie służy przyjemności, przyjemność, jeśli nie wzmacnia naszych sił witalnych, życie ma sens dzięki temu, że poświęca się je jakiejś idei itd.).
Wartości religijne – boskość i świętość – są również ujmowane bezpośrednio, intuicyjnie, ale odnoszą się do obiektywnej rzeczywistości.

## Homo religiosus
Człowiek jako osoba jest ukierunkowany na wartości w intuicyjnych aktach doświadczenia. Doświadczanie wartości jest wewnętrznym przeżywaniem miłości. Miłość to akt racjonalnego preferowania wartości wyższej nad niższą. Jest czymś racjonalnym. Podstawą wszystkich aktów aksjologicznych jest pierwotne przeżycie miłości – przeżycie miłości do Boga. U podstaw racjonalności, bycia osobą, bycia człowiekiem leży więc akt religijny. Miłość do ens a se, czyli tego, co bytuje samo w sobie daje fundament aksjologiczny i metafizyczny, a więc antropologiczny – jest fundamentem człowieczeństwa. Staje się zarzewiem wszelkich aktów duchowych człowieka, na czele z miłością osobową, oraz pozostaje w zgodzie z metafizykalnym poznaniem ens a se. Nie ma człowieka bez religii. Człowiek jako osoba, jako samoświadome centrum aktów duchowych jest homo religiosus. Stąd można powiedzieć za Schelerem, że bycie stworzonym dla świata i człowieka ujawnia się w miłości do ens a se.
Doświadczenie Boga jest zarazem doświadczeniem własnej skończoności, kruchości i niesamodzielności bytowej. Owo doświadczenie – rozumiane po augustyńsku – to rozpoznanie Boga w sobie (Augustyn: że oto Bóg mieszka w duszy) jako czegoś nieskończonego przy jednoczesnym samopoznaniu człowieka jako istoty skończonej oraz bytu jako stworzonego. Rodzi się tu pytanie o bytową przyczynę sprawczą świata. Jest to pytanie, a raczej potrzeba konieczności uprzyczynowania siebie i świata. To metafizyczne uprzyczynowanie jest dane bezpośrednio w odczuciu obecności Boga. Człowiek jest istotą skończoną. Byt jest znikomy, a tym samym – stworzony. Jako znikomy musi mieć przyczynę. Musi być więc stworzony.
Pierwszym aksjomatem ontycznym doświadczenia religijnego jest bezpośredniość i oczywistość obecności Boga. Byt święty, najdoskonalszy – tyle odsłania rozumienie Boga jako ens a se. Aksjomat ontyczny dotyczy absolutności istnienia (dana w doświadczeniu religijnym bezpośredniość i oczywistość boskiej egzystencji); aksjomat aksjologiczny dotyczy przeświadczenia, że Bóg jest najdoskonalszy i najbardziej wartościowy.
Stąd wniosek, że religia i metafizyka mówią o tym samym przedmiocie. Są treściowo nieodróżnialne.

## Miłość (caritas)
Miłość do Boga jest pierwotną jakością każdej miłości osobowej, która zawsze jest ukierunkowana na wartość. Miłość cechuje skierowanie się (preferencja) na wyższy stan wartości (zob. wyżej: Wartości). Ujmując wartość ujmujemy ją z całą skalą wartości. Miłość jako ruch ku wartości wyższej ujmuje ją wraz z hierarchią. Dlatego intuicja wartości jest przeżyciem wartości. A więc miłość jako pierwotna jakość miłości osobowej zawsze ujawnia wartość wraz z odpowiednim stopniem jej wysokości. W tym przeżyciu inicjuje się wszelka intencjonalność ludzka. Stąd wszelka wartość będzie zmodyfikowaniem świętości, ponieważ wartość jako świętość jest właściwym przedmiotem aktu miłości rozumianej nie jako amare, ale caritas (cześć). Od tej pory miłość może odsłaniać wszelkie inne wartości. Aksjologia i metafizyka formułują się w przeżyciu czci religijnej. Miłość kieruje osobę do wartości wyższej, nienawiść do niższej. Zawsze mamy tutaj skierowanie na wartość jako taką. Każda wartość indywidualnej rzeczy jest modyfikacją pierwszej, idealnej, absolutnej wartości miłości Boga. To jądro aksjologensów (źródłowa, idealna jakość świętości) jest zawartością każdej innej wartości.

## Wolność osobowa
Wolność jest możnością, mocą Woli (Können), która to jest podstawą wyborów i działań człowieka. Wolność jako przejście od etapu możności i mocy, czegoś subiektywnego, do konieczności przeżycia wartości jako motywu działania jest więc czymś z istoty dwoistym i nieintuicyjnym. Tak pisze o tym Waldemar Prusik: „W ten sposób wolność stanowi osobowy habitus, zaś jej istota dana jest w wewnętrznym (intencjonalnym) przeżyciu, a nie w rozważaniu teoretycznym. Znaczy to, że świadomość wolności jest świadomością niezależności wyższej sfery (»centrum«) osoby od sfery niższej (ducha od psychiki, psychiki od sfery witalnej, sfery witalnej od zmysłowej). Jeżeli wolność realizuje się w porządku aktów woli, to chcenie staje się »chceniem umotywowanym«. Wewnętrzne przeżycie wartości (jako motywu) przedstawia się jako subiektywna konieczność chcenia, sprawiająca, że chcenie nie jest już dowolne, lecz racjonalne (sensowne) i wolne. Sensowne chcenie to chcenie zdeterminowane przez motyw dany w wewnętrznym doświadczeniu. Wolna wola jest więc chceniem umotywowanym, podyktowanym świadomością konieczności. W tym kontekście wolność jest bezpośrednim uświadomieniem konieczności i uzyskuje konotację neoplatońską.” Wolność jako uświadomiona konieczność jest uświadomioną koniecznością metafizycznego i aksjologicznego zarazem doświadczenia wartości, zakorzenionego w źródłowym akcie religijnym.

## Redukcja transcendentalna
Zabieg redukcji transcendentalnej jest tym podstawowym zabiegiem metodycznym, który gruntuje w sobie poznanie i nadaje mu jakość fenomenalną. Ten zabieg ukazuje na powrót pierwotność miłości i nienawiści. Redukcja fenomenologiczna potwierdza pierwotność aktu miłości. Redukcja to doświadczenie źródłowe, będące czystym oglądem przedmiotu, który się w tym oglądzie zjawia sam w sobie. Przedmiot dany w oglądzie wolny jest od zdeterminowań, które przysparza metoda. Wszelka metoda (jak uczył Hegel) uzmiennia przedmiot. I dlatego właśnie metoda musi zostać ugruntowana w oglądzie fenomenologicznym. Co jest zatem założeniem oglądu fenomenologicznego? Jego bezpośredniość i bezzałożeniowość. Ma on być źródłowym i bezpośrednim oglądem istoty rzeczy, a więc wolnym od założeń teoretycznych. Ma on ujmować to, co się przedmiotowi jawi, co obiektywnie dane, to, co pierwotne dla rzeczy, dla świata. Dlatego też poznanie kategorialne dotyczy rzeczy, które posiadają istoty.
Doświadczenie fenomenologiczne to doświadczenie transcendentalnie zredukowane. Dochodzi tu do wykreślenia, wymazania, abstrahowania od czynników bazujących w założeniach teoretycznych. W redukcji zostaje pominięty moment metody. Scheler samą fenomenologię traktował nie jako metodę, ale szczególny typ podejścia do zjawisk. Być przedmiotem, to tutaj być zawsze danym w doświadczeniu. Dlatego doświadczenie w tej mierze jest zdolne ująć przedmiot obiektywnie, w jakiej nie ma założeń i nie determinuje przedmiotu. A więc doświadczenie fenomenologiczne nie ma być determinujące dla przedmiotu, ale przez przedmiot zdeterminowane. Tym, co gwarantuje obiektywność jest bezzałożeniowość. Taki i tylko taki typ doświadczenia może dać, twierdzi Scheler, podstawę dla poznania naukowego, mającego za przedmiot źródłową rzeczywistość. W tym oglądzie pominięte zostają również wszelkie terminy techniczne i w ogóle sfera znakowa oraz cała sfera zmysłowa, wszystkie naoczności. Co więc pozostaje po zabiegu redukcji transcendentalnej? Nic, co jest jakieś, co działa, co istnieje, co ma cechy zmysłowe, co się zmienia i nic, co pośredniczy w ujmowaniu przedmiotu. Tym czymś, co pozostaje jest Ja, transcendentalna świadomość okrojona z kategorii i cech zmysłowych. Ten fenomenologiczny absolut jest pojęciem analogicznym do kartezjańskiego Cogito. Jest czystą, niezapisaną świadomością, natomiast po stronie przedmiotu mamy eidosy, czyli czyste istoty, które stanowią źródło wszelkich jakości (konkretnych i zmiennych). Na gruncie tej redukcji doświadczenie staje się doświadczeniem pierwotnym, podmiot staje się czystym Ja, a przedmiot – eidosem. Pytanie o sposób istnienia eidosu jest absurdalne, bo eidos stoi ontycznie przed rzeczami. W ten sposób przed czystą świadomością zjawia się czysty przedmiot.

## Realizm i personalizm
Doświadczenie fenomenologiczne daje się więc zrozumieć jako ugruntowane w zabiegu redukcji transcendentalnej. Wszelka realność przedmiotu i podmiotu zostaje pominięta. Rzeczywistość brana jest w nawias. Współczynnik realności zostaje zawieszony. Pozostaje sam czysty przedmiot, czyli istota oraz podmiot fenomenologiczny – u Schelera jest nim osoba. Jeżeli istnienie jest momentem pomijanym, to osoba jest rozumiana esencjalnie. Osoba to inaczej czysty podmiot duchowy, samoświadome centrum duchowych aktów. Czysty podmiot Schelera przeciwstawia się husserlowskiemu rozumieniu czystego, absolutnego Ja. Podmiot poznania nie może być nierzeczywisty. Abstrakcyjne czyste Ja Husserla stanowi absolutny podmiot istotowego poznania. Jeżeli redukcja neguje realność, to pojęcie czystego Ja jest pojęciem ewidentnie sprzecznym. Wynikiem abstrahowania negującego jest zawsze brak treści, od której się abstrahuje, a więc brak tej treści. Tym samym treść ta przestaje być realna – przestaje być bytem – staje się pustką i nicością. Husserlowskie Ja jest dla Schelera niczym. Nie ma bowiem czegoś takiego, jak nadjednostkowy podmiot. Czysta fenomenologiczna świadomość nie może być pozbawiona rzeczywistości. Tylko na użytek poznania zawiesza się sąd o istnieniu. Ujawnia się to, co samo w sobie. Sąd o istnieniu przedmiotu zostaje również zawieszony. Zredukowana świadomość fenomenologiczna jest dla Schelera w pełni konkretna. Pozostaje tą oto osobą, konkretną naturą duchową, spełniającą konkretny akt przeżycia istoty. Jako spełniacz duchowych aktów miłości – ze względu na odczuwanie wartości i ujmowanie istot – jest owo Ja konkretną osobą. Nie sposób jednak wyabstrahować samej podmiotowości Ja, bo pierwotne ja nie jest żadną abstrakcją. Pierwotne ja musi być tym oto duchem, konkretem.
Realizm Schelera jest jednocześnie personalizmem. Przeciwstawia się Husserlowi i jego idealizmowi. Redukcja nie odsłania w podmiocie jakiegoś absolutnego w swej pustce Ja, ale czystą duchowość – konkretną osobę. Osoba ta jako istota podmiotowości spełnia źródłowe akty na sposób konkretny. Tym, co pozostaje odsłonięte jest więc osoba jako jednolity podmiot. Pierwszym duchowo intencjonalnym aktem człowieka jest miłość. Czysty ogląd istoty rzeczy. Tak pojęta podmiotowość stanowi przeciwległy biegun dla przedmiotu.

## Dzieła
- Zur Phänomenologie und Theorie der Sympathiegefühle und von Liebe und Haß, 1913
- Der Genius des Kriegs und der Deutsche Krieg, 1915
- Der Formalismus in der Ethik und die materiale Wertethik, 1913 – 1916
- Krieg und Aufbau, 1916
- Vom Umsturz der Werte, 1919
- Neuer Versuch der Grundlegung eines ethischen Personalismus, 1921
- Vom Ewigen im Menschen, 1921
- Probleme der Religion. Zur religiösen Erneuerung, 1921
- Wesen und Formen der Sympathie, 1923 (neu aufgelegt als Titel von 1913: Zur Phänomenologie...)
- Schriften zur Soziologie und Weltanschauungslehre, 3 Bände, 1923/1924
- Probleme einer Soziologie des Wissens, 1926
- Die Wissensformen und die Gesellschaft, 1926
- Der Mensch im Zeitalter des Ausgleichs, 1927
- Die Stellung des Menschen im Kosmos, 1928
- Philosophische Weltanschauung, 1929

### Polskie przekłady
- 1977, Resentyment a moralność, Warszawa, Czytelnik (wiele wydań)
- 1980, Istota i formy sympatii, Warszawa, Państwowe Wydawnictwo Naukowe.
- 1987, Pisma z antropologii filozoficznej i teorii wiedzy, Warszawa, Wydawnictwo Naukowe PWN.
- 1990, Problemy socjologii wiedzy, Warszawa, Wydawnictwo Naukowe PWN.
- 1994, Cierpienie, śmierć, dalsze życie. Pisma wybrane, Warszawa, Państwowe Wydawnictwo Naukowe.
- 1995, Problemy religii, Kraków, Znak.
- 2004, Wolność, miłość, świętość. Pisma wybrane z filozofii religii, Kraków, Znak.
- 2008, Resentyment a moralności, Warszawa, Wydawnictwo Aletheia.
- Węgrzecki Adam, 1975, Scheler (Myśli i Ludzie), Warszawa, WP (zawiera wybór tekstów Schelera).